# Mahn Sha Lar Phan
Padoh Mahn Sha Lah Phan (født 5. juli 1943 i Taw Gyaung, Maubin District, død 14. februar 2008) var generalsekretær for Karen National Union (KNU), der er den største oprørsgruppe i Burma. KNU, har gennem sin væbnede fløj, Karen National Liberation Army, kæmpet mod den burmesiske regering om selvstyre for Karen-folket siden 1949. De arbejder i både Burma og Thailand.
Sha Lah Phan var imod enhver form for overgivelse til den burmesiske regering. Han fungerede som generalsekretær for KNU.
Phan blev skudt og dræbt den 14. februar 2008 kl ca 16:30 lokal tid, i grænsebyen Mae Sot, Thailand. Sha Lah Phan sad i verandaen i sit hjem, da to bevæbnede mænd gik hen til ham med gaver, som var efter sigende frugtkurve. Den ene skød Phan to gange i brystet, mens den anden skød ham, da han lå på jorden. Angriberne flygtede i en pick-up truck. Hans Hus lå cirka fem kilometer fra den thailandske-burmesiske grænse. Han døde øjeblikkeligt og var efter sigende 64 år gammel på tidspunktet for hans død.
Phan havde forudsagt en stigning i volden forud for en burmesiske folkeafstemningen om forfatningen i maj 2008, i et interview med Reuters i ugen for hans død. Hans søn, Saw Say Say Phan, beskyldte en Karen udbrydergruppe, Den Demokratiske Karen buddhistiske Hær (DKBA), for at udføre angrebet på vegne af den burmesiske militære herskere. Hans datter, Nant BWA BWA Phan, er repræsentant for Karen National Union i UK.